# Polo Gás-Sal
O Polo Gás-Sal é uma região tradicional e econômica localizada no estado do Rio Grande do Norte (Brasil), localizado no eixo Guamaré-Macau-Mossoró. Com uma área aproximada de setenta quilômetros quadrados, esta região concentra calcário, gás natural, magnésio, petróleo, sal marinho e sílica.